# Морича-хан
Морича-хан (босн. Morića han) — это караван-сарай, изначально построенный в 1551 году в Сараево, Османская империя. После пожара, произошедшего в 1697 году, здание было реконструировано и приобрело свой современный облик. Морича-хан является одним из зданий, которые финансировались и принадлежали фонду Гази Хусрев-Бега. Это единственное сохранившееся здание подобного типа в Сараево. Оно расположено в Старом городе, в районе Башчаршия, на улице Сарачи.

## История
Морича-хан является настоящим караван-сараем, поскольку в рабочем состоянии могло вместить около 300 пассажиров и 70 лошадей. Эвлия Челеби, османский путешественник, описывал свой визит в Сараево в 1659 году и называл Морича-хан караван-сараем Хаджи-Бешира, поскольку Хаджи-Бешир был владельцем здания в то время.

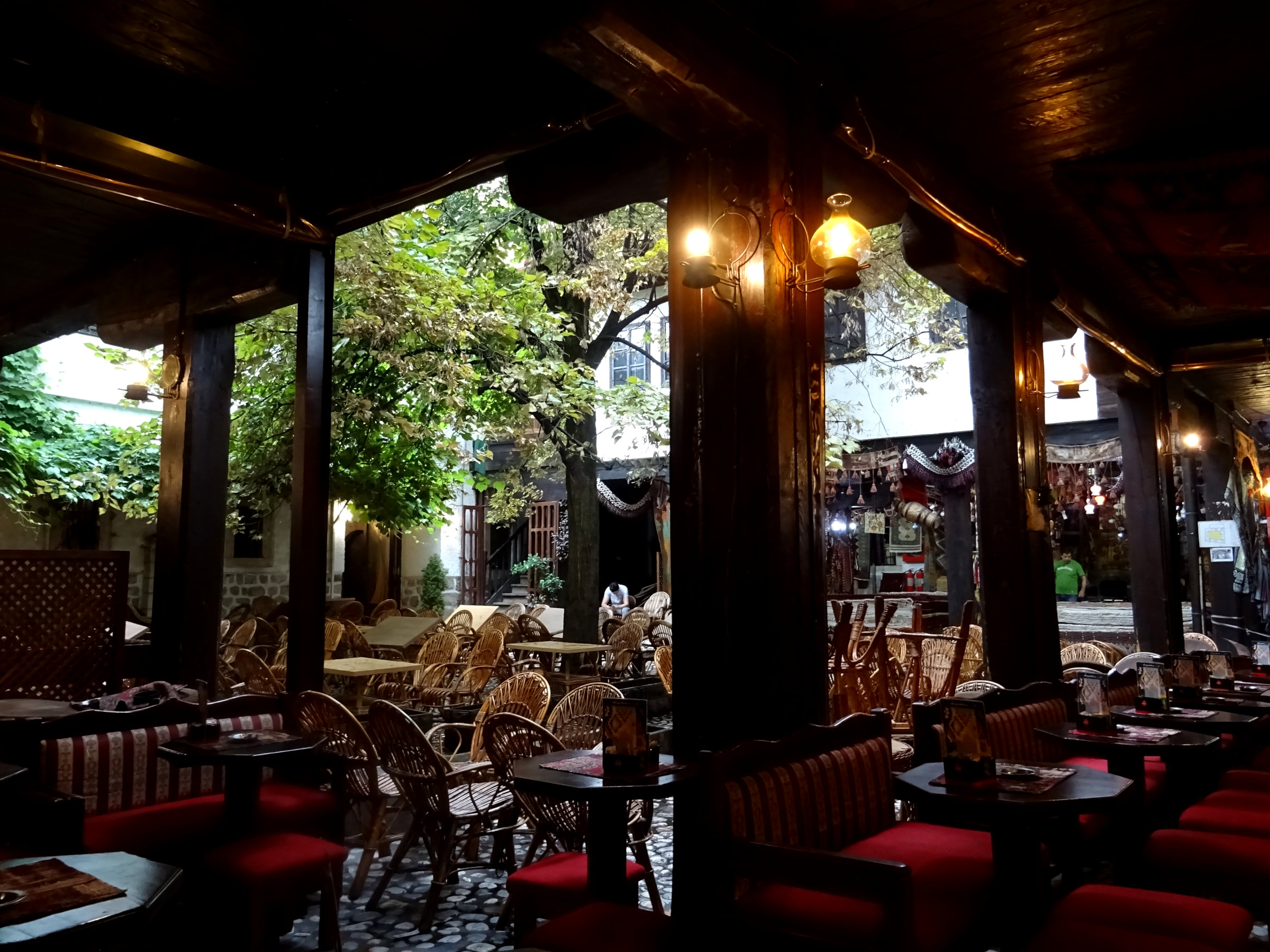
Двор Морича-хана.

Современное название происходит от фамилии арендаторов хана в начале XIX века — Мустафы-аги Морича и его сына Ибрагима-аги Морича.
Морича-хан пережил несколько пожаров, последний из которых произошёл в декабре 1957 года и полностью уничтожил здание. В период с 1971 по 1974 год здание было реконструировано и украшено персидскими каллиграфическими надписями из стихотворений Омара Хайяма.
В 1998 году право собственности на Морича-хан было возвращено благотворительному фонду Гази Хусрев-Бега. Руководство фонда сдаёт здание в аренду для деловых целей, которые соответствуют историческому контексту, включая национальный ресторан, магазин персидских ковров и религиозные общества.
Морич Хан упоминается в севдалинке «Vila kliče sa vrh Trebevića», использованной в фильме «Папа в командировке» режиссёра Эмира Кустурицы.